# Маска для лица

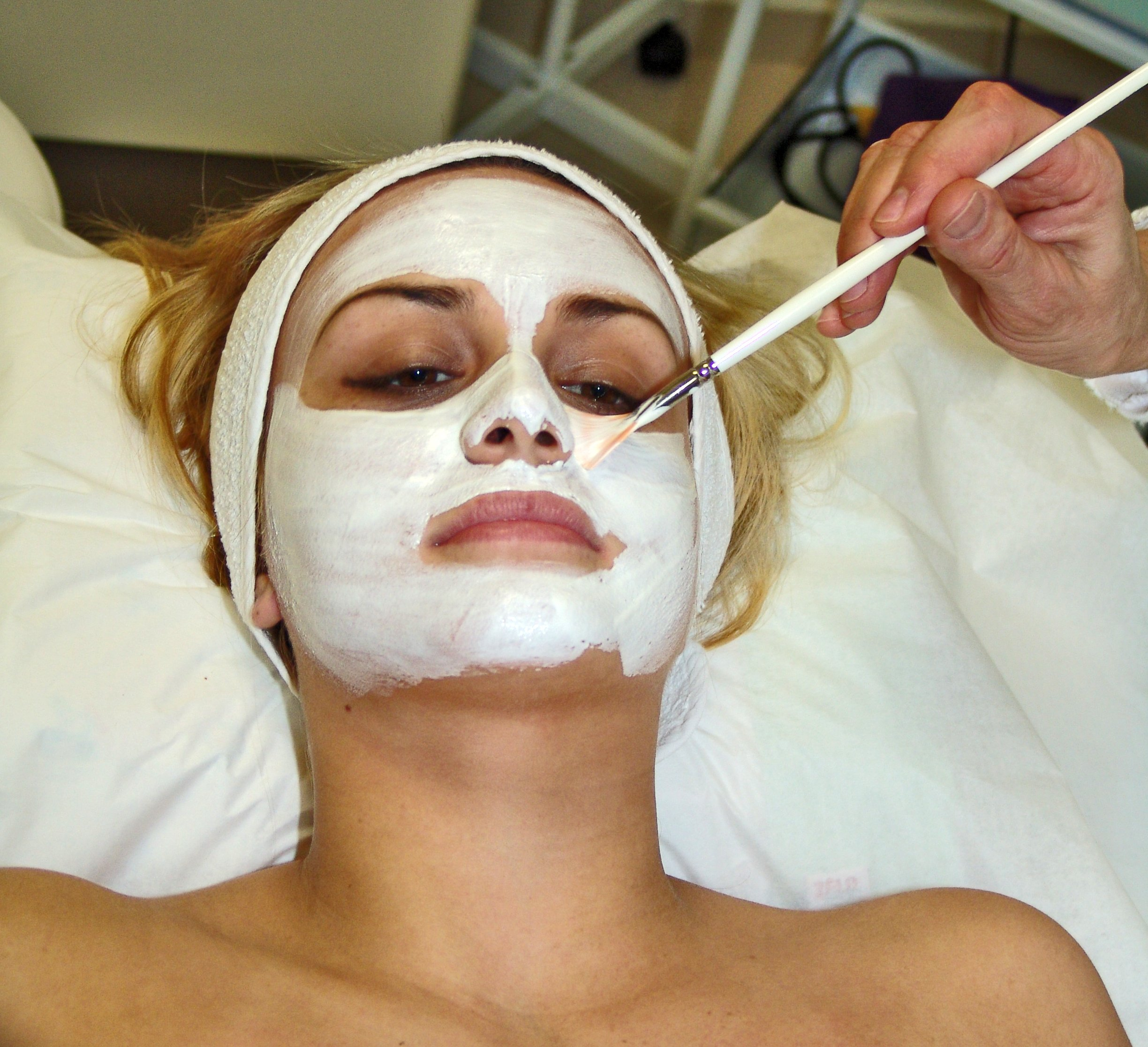
Процедура нанесения маски на лицо.

Маска для лица — средство для ухода за кожей, нанесение на лицо состава из определённых веществ ради достижения косметического либо лечебного эффекта. Маски способствуют улучшению состояния кожи, увлажняют и очищают её, ускоряют регенерацию  скоротечный эффект при одноразовом использовании, так и постепенное оздоровление кожи при прохождении длительного курса.
Маски бывают для нормальной, жирной, сухой и комбинированной кожи — в зависимости от типа кожи. По назначению маски для лица делятся на питательные, увлажняющие, очищающие, отбеливающие и омолаживающие.

## История
История косметических масок неразрывно связана с появлением и развитием косметики. С именем египетской царицы Клеопатры связаны медово-молочные и отбеливающие глиняные маски, в состав которых входили глина, мёд, сметана и сок лимона.
В разных частях мира существовали различные рецепты, при этом часто использование маски из разных компонентов сводилось к основным желаемым эффектам — выравниванию цвета кожи и отбеливанию. Для этого в Англии использовали настой чёрного чая, в Болгарии — овощной сок и кашицу из сладкого перца, в Испании — варёную фасоль. Постепенно рецепты усложнялись, обрастали дополнительными компонентами.

## Маски домашнего изготовления
Современные рецепты масок для самостоятельного изготовления сочетают в себе проверенные косметологами народные средства и современные знания о составе фруктов, овощей и молочных продуктов. Зачастую в «народных рецептах» используются ингредиенты, ставшие доступными лишь относительно недавно. Маски домашнего изготовления могут помочь в устранении мелких недостатков кожи, однако не рассчитаны на серьёзный лечебный или омолаживающий эффект. При выборе рецепта маски для самостоятельного изготовления необходимо ориентироваться в первую очередь на тип кожи лица.
Составы, сделанные с использованием овощей и фруктов, противопоказано хранить — их нужно использовать сразу же после приготовления. С осторожностью нужно относиться и к выбору ингредиентов. Не стоит использовать для этих целей продукты, на которые есть пищевая аллергия.

## Готовые маски для лица
В состав масок для лица, изготовленных промышленным способом, могут входить такие малодоступные компоненты, как редкие водоросли, вытяжки из экзотических растений, а также дополнительные, специально синтезируемые вещества. В состав масок, рассчитанных на моментальное воздействие, могут входить масло зародышей пшеницы, витамин E, пантенол, масло календулы, ментол и другие вещества.
Готовые маски для лица обычно продаются в виде крема, расфасованного в баночки или тюбики, или в виде тканевых салфеток с нанесённым на них составом в индивидуальной упаковке (так называемые тканевые маски). Также в продаже имеются коллагеновые листы, которые смачиваются водой или лосьоном, после чего аккуратно наносятся на лицо.

## Принципы применения
Главной целью использования маски является тщательное, но аккуратное очищение кожи лица. Перед нанесением маски необходимо умыться, протереть лицо очищающим лосьоном и затем точно следовать инструкции по нанесению и снятию маски. После окончания процедуры необходимо два часа не пользоваться декоративной косметикой — в частности, пудрой, которая забивает кожные поры и препятствует полезным веществам окончательно впитаться в кожу.